# プリメーラ・ディビシオン (アルゼンチン)1893
チャンピオンシップ・カップ1893 (Championship Cup 1893)は、アマチュア時代におけるアルゼンチンのサッカーリーグ1部、プリメーラ・ディビシオンの第1回目のシーズンである。主催団体は「アルゼンチン・アソシエーション・フットボールリーグ」(Argentine Association Football League)。1891年にアルゼンチンで最初のサッカーリーグを開催したアルゼンチン・アソシエーション・フットボールリーグと同じ団体名であるが別団体である。新団体は現在のアルゼンチンサッカー協会（AFA）の前身である。アルゼンチンサッカー協会は、旧団体が主催したサッカーリーグを現在のプリメーラ・ディビシオンの起源として認めていない。

## 概要
1893年2月21日、スコットランド出身のイギリス人アレクサンダー・ワトソン・ハットンにより、アルゼンチン・アソシエーション・フットボールリーグ（現在のアルゼンチンサッカー協会（AFA）の前身）が創設された。同名の別団体が開催した2年前のリーグ戦と同じく、このチャンピオンシップ・カップも2回戦総当たりのリーグ戦形式・勝ち点制で行われた。開催地はブエノスアイレスである。なお、1人の選手が複数のチームでプレーしているケースがあった。

## 参加チーム
| チーム                                           |
| ------------------------------------------------ |
| ブエノスアイレス・アンド・ロサリオ・レールウェイ |
| ブエノスアイレス・イングリッシュ・ハイスクール   |
| フローレスAC                                     |
| ローマスAC                                       |
| キルメス・ローヴァーズAC                         |

## 結果
ローマスACが無敗で優勝した。リーグ終了前後にキルメス・ローヴァーズとイングリッシュ・ハイスクールは協会から除名され、ブエノスアイレス・アンド・ロサリオ・レールウェイは脱退した。
| 順位 | チーム                                           | 勝点 | 試合 | 勝 | 分 | 負 | 得 | 失 | 差  |
| ---- | ------------------------------------------------ | ---- | ---- | -- | -- | -- | -- | -- | --- |
| 1    | ローマスAC                                       | 15   | 8    | 7  | 1  | 0  | 26 | 2  | 4   |
| 2    | フローレスAC                                     | 10   | 8    | 5  | 0  | 3  | 19 | 9  | 10  |
| 3    | キルメス・ローヴァーズAC                         | 9    | 8    | 3  | 3  | 2  | 12 | 11 | 1   |
| 4    | BAイングリッシュ・ハイスクール                   | 4    | 8    | 1  | 2  | 5  | 6  | 25 | -19 |
| 5    | ブエノスアイレス・アンド・ロサリオ・レールウェイ | 2    | 8    | 0  | 2  | 6  | 3  | 19 | -16 |